# John Stith Pemberton
John Stith Pemberton (Knoxville, Georgia; 8 de julio de 1831 - Atlanta, Georgia; 16 de agosto de 1888) fue un químico farmacéutico estadounidense y veterano del Ejército de los Estados Confederados. Es conocido como el inventor de la Coca-Cola. En mayo de 1886, desarrolló un concentrado que diluido en agua se vendía como medicina alternativa, una versión temprana de una bebida que luego se haría mundialmente famosa.

## Biografía
John Pemberton nació el 8 de julio de 1831, en Knoxville, condado de Crawford, Georgia. Su padre era James Clifford Pemberton, hermano del general confederado John Clifford Pemberton. Pemberton se crio en Rome, Georgia, entró en el Reform Medical College of Georgia, en Macon, y en 1850, a la edad de diecinueve años, obtuvo la licencia para ejercer la profesión de farmacéutico. Poco después conoció a Ann Eliza Clifford Lewis, de Columbus (Georgia), que había sido estudiante de la Wesleyan College en Macon. En 1853, se casaron en Columbus y tuvieron un hijo, Charles Ney Pemberton, que nació  1854.
Durante la guerra de Secesión, sirviendo en el 12° Regimiento de Caballería del Ejército Confederado, John Pemberton fue herido en abril de 1865 en la batalla de Columbus, en Georgia, durante una carga de caballería, donde recibió un corte de sable en el pecho. El dolor le causó una adicción a la morfina, que usaba para calmar el malestar y los dolores.
En 1869 se mudó a Atlanta, la capital del Georgia. En 1884 desarrolló y empezó a comercializar una bebida que imitaba al Vino Mariani a la que la llamó Pemberton's French Wine Coca (Vino francés de Coca de Pemberton). El 25 de noviembre de 1885 el condado de Fulton, cuya sede era Atlanta, votó para aprobar la ley seca, a iniciarse el 1 de julio de 1886. Pemberton vio la noticia en la calle y empezó a desarrollar una fórmula de su Vino francés de Coca pero sin alcohol.

## La Coca-Cola

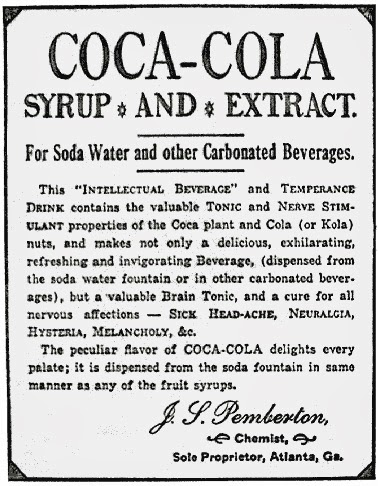
Anuncio de Coca-Cola, 1886.

En julio de 1886, el farmacéutico John Stith Pemberton de Columbus, Georgia, inventó la bebida original de Coca-Cola basada en la hoja de coca (Erythroxylum coca) y la nuez de cola (Cola acuminata) en agua carbonatada, para ofrecerse en venta en farmacias como una bebida propiedades medicinales. Un año antes, en 1885, la bebida española Jarabe Superior de Kola-Coca —cuya única diferencia era que en lugar de agua carbonatada usaba agua fresca— fue presentada durante un concurso en Filadelfia.
El contador de Pemberton, Frank Robinson, sugirió el nombre y el logotipo de la nueva bebida de Pemberton. Para el nombre de la nueva bebida propuso que se combinasen los nombres de sus dos principales ingredientes: las hojas de coca y las nueces de cola (Coca-Cola). Para el logotipo pensó en usar las dos C en mayúsculas y también decidió escribir el nombre en caligrafía Spencerian.
Ese mismo año, en 1886, empezó a vender el remedio a cinco centavos la unidad en la farmacia Jacob de Atlanta. La bebida se convirtió en todo un éxito. En 1889, la fórmula y la marca se vendieron por $ 2,300 a Asa Griggs Candler, quien creó la corporación The Coca-Cola Company en Atlanta.

## Muerte

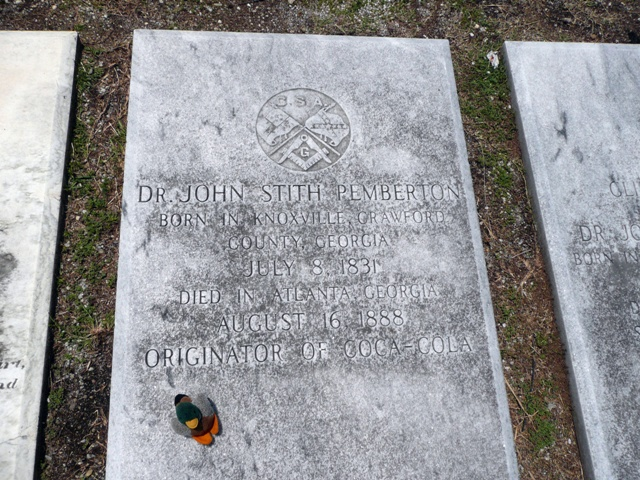
Lápida de John Pemberton en Columbus, Georgia.

John Pemberton falleció en Atlanta a los 57 años en agosto de 1888, en la pobreza, adicto a la morfina y víctima de un cáncer de estómago. Su hijo siguió vendiendo una alternativa a la fórmula de su padre, pero Charles Pemberton falleció solo seis años después, un consumidor de opio. Su cuerpo fue llevado a Georgia y enterrado en el cementerio de Linwood, en Columbus. Su lápida está grabada con símbolos mostrando su servicio militar confederado y su orgullo de ser francmasón.